# Южлаг
Не путать c Южный ИТЛ при строительстве 505 ГУЛЖДС (Улан-Батор)
Южла́г (Южный железнодорожный исправительно-трудовой лагерь) — подразделение, действовавшее в структуре Главного управления исправительно-трудовых лагерей Народного комиссариата внутренних дел СССР (ГУЛАГ НКВД).

## История
Южлаг выделен в самостоятельное подразделение в структуре НКВД в 1938 году на базе расформированного в том же году Бамлага. Управление Южлага располагалось в городе Улан-Удэ Бурят-Монгольской АССР. В оперативном командовании он подчинялся Управлению железнодорожного строительства Дальневосточного главного управления исправительно-трудовых лагерей НКВД (УЖДС ДВ ГУЛАГ).
27 ноября 1940 года был издан приказ НКВД СССР «О порядке ликвидации Южлага НКВД в связи с окончанием строительства железнодорожной линии Улан-Удэ — Наушки».
Южлаг расформирован в 1943 году и на его базе создан Тайшетский исправительно-трудовой лагерь.

## Начальники
- кап. Шеммель (Шемель) И. Д. (1938—?), (1940—1942)
- кап. Цывьян Г. Я. (1942—1943)

## Производство
Основным видом производственной деятельности заключённых Южлага было железнодорожное и жилищное строительство и лесозаготовки.